# Tầng Gorsty
| Hệ/ Kỷ                                | Thống/ Thế | Bậc/ Kỳ                          | Tuổi (Ma) | Tuổi (Ma) |
| ------------------------------------- | ---------- | -------------------------------- | --------- | --------- |
| Devon                                 | Sớm        | Lochkov                          | trẻ hơn   | trẻ hơn   |
| Silur                                 | Pridoli    | không xác định tầng động vật nào | 419.2     | 423.0     |
| Silur                                 | Ludlow     | Ludford                          | 423.0     | 425.6     |
| Silur                                 | Ludlow     | Gorsty                           | 425.6     | 427.4     |
| Silur                                 | Wenlock    | Homer                            | 427.4     | 430.5     |
| Silur                                 | Wenlock    | Sheinwood                        | 430.5     | 433.4     |
| Silur                                 | Llandovery | Telych                           | 433.4     | 438.5     |
| Silur                                 | Llandovery | Aeron                            | 438.5     | 440.8     |
| Silur                                 | Llandovery | Rhuddan                          | 440.8     | 443.8     |
| Ordovic                               | Muộn       | Hirnant                          | già hơn   | già hơn   |
| Phân chia kỷ Silur theo ICS năm 2017. |            |                                  |           |           |

Tầng Gorsty trong niên đại địa chất là kỳ đầu của thế Ludlow, và trong thời địa tầng học là bậc dưới của thống Ludlow thuộc kỷ Silur trong đại Paleozoi. Kỳ Gorsty tồn tại từ ~ 427.4 Ma đến 425.6 Ma (Ma: Megaannum, triệu năm trước).
Kỳ Gorsty kế tục kỳ Homer của thế Wenlock, và tiếp sau là kỳ Ludford của cùng thế Ludlow.
Tầng được đặt theo tên làng Gorsty phía tây nam của Ludlow. Đáy của kỳ được đánh dấu bằng Graptolites tumescens và Graptolites incipiens. Mặt cắt điển hình nằm ở một mỏ đá trong Hệ tầng Elton tại Pitch Coppice, Shropshire, Vương quốc Anh.